# Песочное (Львовская область)
Песочное (укр. Пісочне) — село в Сокальской городской общине Шептицкого района Львовской области Украины.
Население по переписи 2001 года составляло 150 человек. Занимает площадь 0,62 км². Почтовый индекс — 80010. Телефонный код — 3257.